# Nagroda Praw Człowieka
Nagroda Praw Człowieka – nagroda przyznawana co dwa lata przez Zgromadzenie Parlamentarne Rady Europy za działania na rzecz praw człowieka. Nagroda przyznawana jest przez siedmioosobową kapitułę. W 2011 wyróżniony został Komitet Protiw Pytok (Komitet przeciw Torturom) z siedzibą w Niżnym Nowogrodzie.